# Matjaž Bogataj
Matjaž Bogataj (nacido en 1987) es un estudiante de la Univesität für Musik und darstellende Kunst Graz. Hasta la fecha, ha tocado en más de 200 conciertos, ya sea como solista o como miembro de grupos de cámara y orquestas. 
Él ha mejorado sus conocimientos en diferentes clases magistrales con varios nombres famosos del mundo de la música clásica. 
Matjaž ganado siete premios internacionales en dos concursos nacionales de música. En junio y julio de 2008, fue uno de los becarios en el Festival de Música Internacional de Santander (España), donde realizó una gira por España y París, con grupos de cámara y orquestas. Al final del verano, Matjaž fue invitado para un segundo período consecutivo de clase magistral con la Filarmónica de Viena, que tiene lugar cada verano en Trenta, Eslovenia. Al terminar el curso, Matjaž fue elegido como uno de los solistas que presentaron sus habilidades musicales en el famoso Musikverein de Viena.
En 2009 representará a Eslovenia como miembro de la banda Quartissimo con la solista Martina Majerle. Interpretarán la canción Love Symphony.